# Edgar G. Ulmer

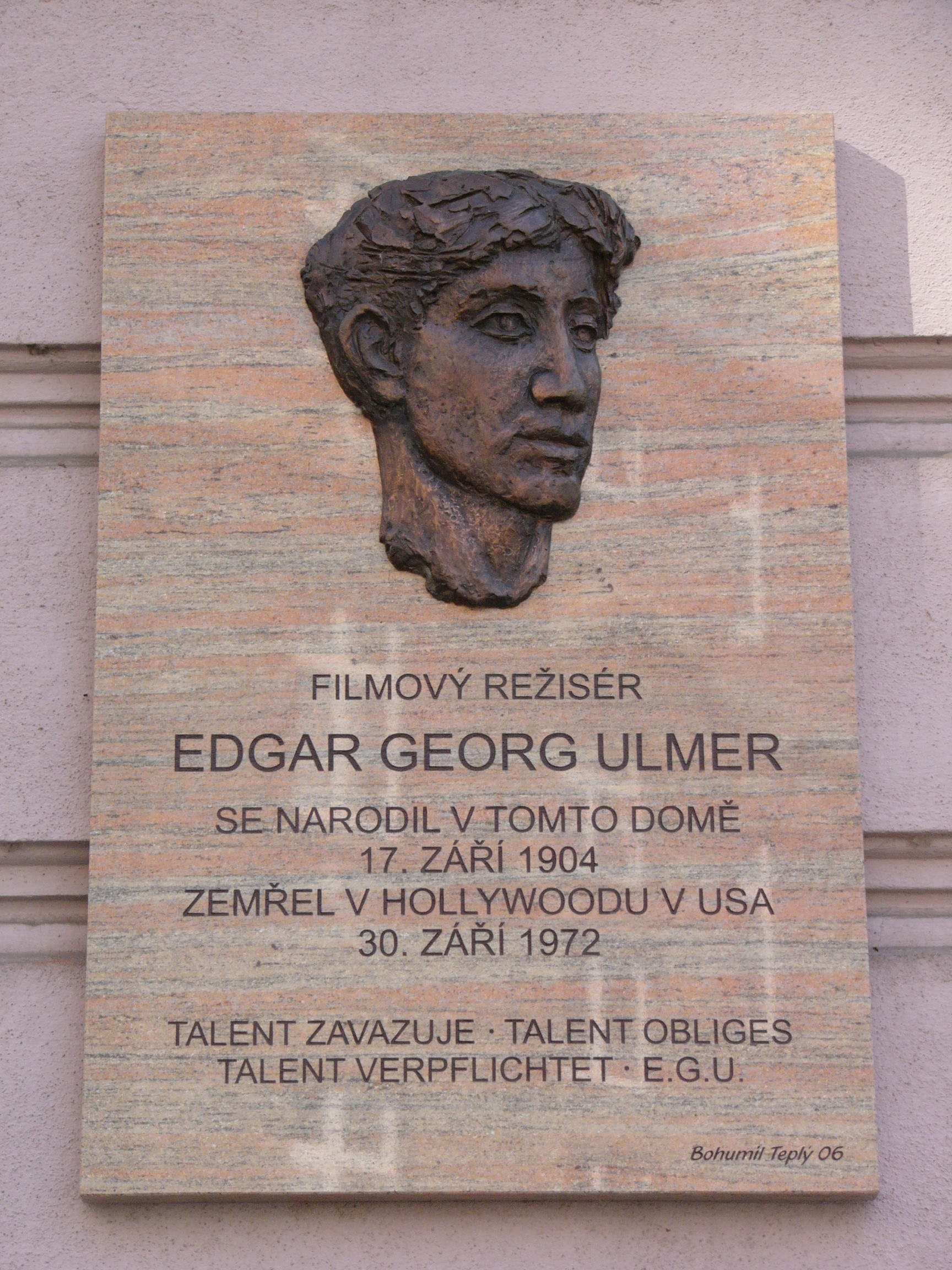
Tablica w rodzinnym Ołomuńcu

Edgar Georg Ulmer (ur. 17 września 1904 w Ołomuńcu, zm. 30 września 1972 w Woodland Hills w Kalifornii) – austriacko-amerykański reżyser filmowy.

## Życiorys
Przez wielu Ulmer uznawany jest za najlepszego reżysera kina klasy-B. Nazywany bywa niekoronowanym królem tego gatunku, "mistrzem filmów o tanich budżetach", potrafiącym nakręcić film w niespełna tydzień. Dla innych pozostaje zwykłym oszustem. Człowiekiem, który zrządzeniem losu pojawiał się na kilka chwil w cieniu prawdziwych artystów filmowych, aby później przez lata móc tworzyć swoją własną nieprawdziwą legendę. Bez wątpienia Ulmer pozostaje twórcą pełnym paradoksów. Jego filmy bywają przykładam pracy dobrego fachowca (Czarny kot), ale też pracującego w pośpiechu nieudacznika (The man from planet X). Spór o miejsce jakie powinien zająć Ulmer w zawiłej historii kina rozrywkowego nadal trwa.
Krytycy, fani i pozostający przy życiu krewni Ulmera spierają się nawet co do ilości nakręconych przez niego filmów. Najczęściej pojawiającymi się liczbami w tych wyliczeniach jest imponujące osiemdziesiąt i nie mniej imponujące czterdzieści dziewięć filmowych obrazów.
Ulmer sam wielokrotnie przyczyniał się do budowania własnej legendy wybierając, lub po prostu przekręcając wiele faktów dotyczących swojego życia. Twierdził na przykład, że przyszedł na świat w Wiedniu (tę wersje podaje się do dziś na wielu mniej lub bardziej oficjalnych stronach internetowych poświęconych życiu i twórczości reżysera). Prawda jest taka, że urodził się w Ołomuńcu. Istnieje również sprzeczność dotycząca określenia dokładnej daty urodzin Edgara. Część źródeł podaje rok 1900, część 1904. W miarę jak stawał się coraz bardziej popularny, najpierw jako współpracownik największych sław filmowych w Europie, a później jako samodzielny reżyser w USA, Ulmer nie był skory prostować nieścisłości dotyczących własnej biografii. Odpowiadała mu opinia artysty samotnika, który wokół siebie roztacza aurę tajemnicy i niedopowiedzeń.
W roku 1920, lub w 1921, Ulmer rozpoczął swoją wieloletnią znajomość z Friedrichem Murnauem. Wpływ jaki wywarł twórca Nosferatu na Ulmerze jest nie do przecenienia. Głębokie związki z ekspresjonizmem niemieckiemu widać chociażby w filmie Czarny kot (Black cat, 1934). Ulmer twierdził wręcz, że spotkanie z Murnauem wyzwoliło w nim przeogromną chęć zostania filmowcem. Znając charyzmatyczny charakter Murnaua i jego niewątpliwe przebłyski geniuszu, ujawniające się w pełni w jego niemych filmach, nie można nie wierzyć wyznaniom Ulmera. O ile jednak wpływ kinematografii niemieckiej na przyszłą drogę twórczą Ulmera pozostaje faktem oczywistym, o tyle chwalenie się jakoby Ulmer sam kształtował niemiecki ekspresjonizm pozostaje grubą przesadą. Ulmer wspominał po latach o swojej pracy przy niemal wszystkich najważniejszych niemieckich filmach powstałych w latach 20. i 30. Miał być asystentem reżysera, reżyserem obrazu (podobno sam wymyślił ten termin), scenografem (chwalił się, że wraz z Murnauem wymyślili scenografię filmową przy następujących dziełach filmowych: Gabinet dr. Caligari, Golem, Portier z hotelu Atlantic i Metropolis. Pod koniec życia Ulmer wyznał skromnie w wywiadzie udzielonym Peterowi Bogdanovichowi, że był pomysłodawcą ruchów kamery, popularnie nazywanymi "najazdem kamery" i "panoramowaniem". Nie wiadomo czy rzeczywiście Ulmer był inicjatorem "poruszenia aparatu filmowego w głąb kadru filmowego". Ktoś musiał kiedyś na to wpaść, ale czy był nim Edgar G. Ulmer? Spekulacji i nieścisłości jest więcej. Ulmer twierdził, że pracował przy Metropolis. Tymczasem w obszernej biografii (500 stron) niemieckiego reżysera pt. Fritz Lang natura bestii Patricka McGilligana, Ulmer pojawia się tylko na jednej stronie, przy okazji opisu premiery Metropolis. W roku 1974 Fritz Lang udzielił jednego ze swoich ostatnich wywiadów dla telewizji amerykańskiej. Tematem był życiorys Langa od jego pierwszych wprawek filmowych, aż po opuszczenie przez niego Niemiec w połowie lat 30. Lang ani razu nie wspomniał o Ulmerze.
W roku 1923 Ulmer wizytuje, wraz Maxem Rainhardem, Nowy Jork. Podobnie jak wielu emigrantów z Europy, przybywających do USA na początku XX wieku, młody filmowiec musiał być w pełni świadom jak wielkie perspektywy dla ludzi obrotnych daje ten nowy świat. Pierwsza, prawdziwa szansa nadarza się w roku 1927, wraz z rozpoczęciem pracy w USA przez Murnaua. Ulmer asystuje przy dwóch jego filmach: Wschód słońca i Tabu. Pomimo zdobycia doświadczenia pracy w fabryce snów, Ulmer pozostaje niespokojny duchem. Wkrótce decyduje się na odważny i ekstrawagancki krok w swojej artystycznej karierze. W roku 1930, kiedy Laemmle przymierzał się do realizacji swojego Draculi, a na świat przyszli Clint Eastwood i Sean Connery, Ulmer wrócił do Europy aby wziąć udział w jednym z najbardziej oryginalnych przedsięwzięć filmowych czasów przedwojennych. Wraz z trójką innych wschodzących gwiazd kinematografii: Robertem Siodmakiem, Billym Wilderem i Fredem Zinnemannem, Edgar G. Ulmer rozpoczął w lutym pracę nad impresją filmową, której faktycznym bohaterem miało być miasto; Berlin. Tytuł filmu: Menschen am Sonntag (Ludzie w niedzielę). Film niemający w swoich założeniach wyraźnej linii dramaturgicznej, był raczej wrażeniowym spojrzeniem na jeden dzień z życia wielkiej metropolii. W przeciwieństwie do filmu Langa, filmowcom nie zależało w tym wypadku na ukazywaniu głębokiej symboliki i podtekstów. Film Ludzie w niedzielę pozostaje sugestywną pocztówką ukazujących zwykłe wydarzenia i zwyczajnych ludzi. I tym razem Ulmer nie omieszkał wyolbrzymić własnych zasług. Twierdził, że był głównym pomysłodawcą filmu Menschen am Sonntag.
Ulmer powrócił do Hollywood, aby dla studia Universal zrealizować swój najlepszy film; Czarny kot. Szef Universalu przydzielił do tego autorskiego projektu Ulmera dwie największe ówczesne gwiazdy studia: Borisa Karloffa i Bele Lugosiego. Film realizowany był w wielkim pośpiechu (15 dni zdjęciowych) i przy niewielkim budżecie (91 tys. dolarów). Wkrótce niezwykle szybki styl pracy, przy posiadaniu minimalnego zaplecza finansowego, stanie się znakiem rozpoznawczym Ulmera. W efekcie ten "gorączkowy styl" pracy wpłynął w przyszłości znacząco na jakość reżyserowanych przez niego filmów.
Czarny kot to historia mroczna, a momentami epatująca sadyzmem. Nic dziwnego skoro scenariusz zainspirowany został prozą Edgara Allana Poego. Podkreślenie inspiracji literackich przez studio we wstępie filmu nie pozostaje bez znaczenia. Laemmle, począwszy od Draculi, konsekwentnie starał się zabarwiać swoje horrory klimatem zaczerpniętym z klasycznych dziewiętnastowiecznych powieści. Wierzył, że w ten sposób podniesie rangę filmów, które przez większość krytyków traktowane były z przymrużeniem oko, jako dziełka mało ambitne lub wręcz niepoważne.
Pomimo ograniczeń czasowych i niedostatków w budżecie, hollywoodzki debiut reżyserski Ulmera do dziś zachwyca. O sile filmu Czarny kot nie świadczy scenariusz. Największą zaletą filmu Ulmera jest niepowtarzalna atmosfera uzyskana głównie za pomocą niezwykle sugestywnych ujęć kamery.
Po skończeniu filmu Ulmer opuścił studio Universal. Jako główną przyczynę odejścia, reżyser podawał chęć pozostania artystą niezależnym-filmowym outsiderem. Ulmer przeprowadził się z dala od Hollywood, na wschodnie wybrzeże do Nowego Jorku i zajął się realizacją kina niekomercyjnego. Ulmer stał się na moment reżyserem kina etnicznego.
Jako inny powód odejścia reżysera z Universalu podaje się konflikt Ulmera z szefem studia Carlem Laemmlem j.r. Pikanterii całej sprawie dodaje fakt, iż w tle sporu zawodowego pojawił się wątek miłosny, zdrada i chęć zemsty. Ulmer związał się z Shirley Kassler, która porzuciła dla niego swojego męża Maksa Alexandra. Jeśli dodać do zdrady pewne dopowiedzenie: Alexander był siostrzeńcem Laemmlea wydaje się, że wilczy bilet wystawiony przez szefa studia dla Ulmera był tylko kwestią czasu. Romantyczną puentą tego zdarzenia pozostał fakt, iż związek Ulmera z Kassler okazał się trwały. Shirley pozostała żoną reżysera aż do jego śmierci.
W roku 1944 Ulmer powrócił do reazlizacji "gotyckich filmów grozy" reżyserując film Bluebear.
"Bluebeard" to produkcja przedziwna i to co najmniej z dwóch powodów.
Zadziwiająca pozostaje oprawa plastyczna filmu Bluebeard. Rzadko zdarzało się, żeby producenci kina klasy B działając w latach 30. decydowali się na realizację "kina historycznego". Film kostiumowy znacznie obciążał budżet filmu. Tymczasem akcja Bluebeard (i to świadczy o wyjątkowości tej produkcji PRC) rozgrywa się w pierwszej połowie XIX wieku we Francji. Warto wspomnieć, że realia przedstawione na ekranie (kostiumy, scenografia) utrzymano na przyzwoitym poziomie nie odbiegając od ówczesnych standardów hollywoodzkich.
W roku 1945 Ulmer nakręcił niskobudżetowy film Detour (Bezdroże) utrzymany w stylu kina noir. Film powstał na podstawie powieści Martina Goldsmitha.
Ulmer zmarł 30 września 1972 roku.